# Avricourt (Oise)
Avricourt is een gemeente in het Franse departement Oise (regio Hauts-de-France) en telt 253 inwoners (2005). De plaats maakt deel uit van het arrondissement Compiègne.

## Geografie
De oppervlakte van Avricourt bedraagt 7,0 km², de bevolkingsdichtheid is 36,1 inwoners per km².

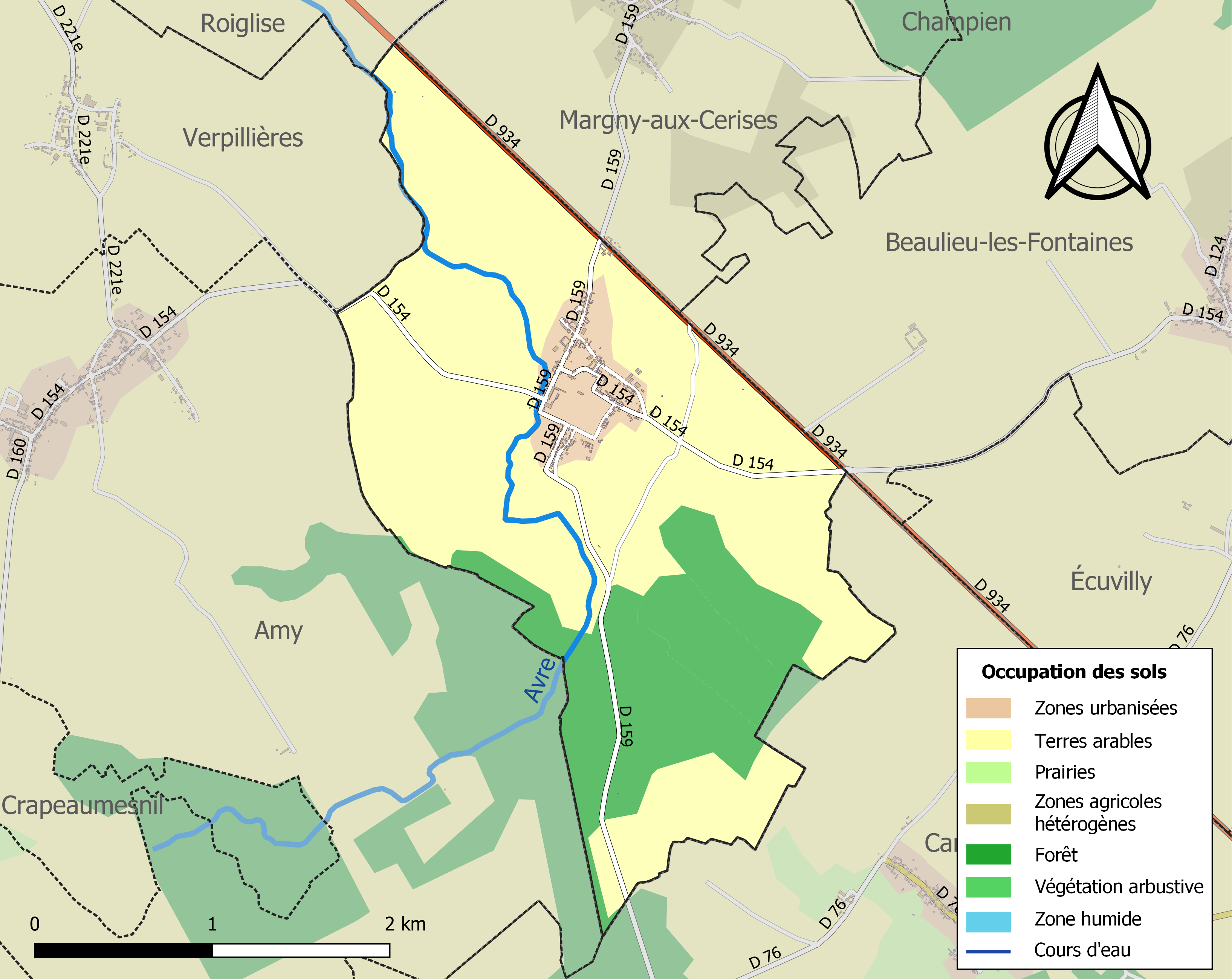
Kaart van de gemeente met de belangrijkste infrastructuur ,bodemgebruik en omliggende gemeenten

## Demografie
Onderstaande figuur toont het verloop van het inwonertal (bron: INSEE-tellingen).